# Herman III. Švapski
Herman III. Švapski (? - 1. travnja 1012.) bio je švapski vojvoda od 1003. pa do svoje smrti 1012.
Naslijedio je svog oca Hermana II. Majka mu je bila princeza Gerberga, potomak Karla Velikog.
Imao je sestru Gizelu preko koje je bio ujak Henrika III., cara Svetog Rimskog Carstva. Umro je bez djece.